# Palazzo comunale (Massa Fermana)
Il Palazzo comunale di Massa Fermana si trova in uno slargo in fondo a via Garibaldi.

## Descrizione
Edificio settecentesco di fattura modesta, ospita al suo interno alcune importanti testimonianze provenienti dal territorio comunale. Tra queste, nella sala del Consiglio, un antico coro ligneo cinquecentesco proveniente dalla chiesa di San Francesco, e vi è allestita una pinacoteca, dove sono esposte una Natività di Vincenzo Pagani, la Madonna in gloria e santi dotata di predella con i santi Gioacchino e Anna (1549) di Durante Nobili, la Resurrezione di Giovanni Andrea De Magistris (1542) e una Madonna in cartapesta policroma di scuola fiorentina del XV secolo.